# Çavuştepe
Çavuştepe (Turks) of Sardurihinilli was een koninklijke burcht van Urartu in de provincie Van (Turkije). Het is een langwerpige burcht die de contouren van de heuvelrug volgt. De burcht kijkt uit over een riviervlakte die geïrrigeerd werd met kanalen.

## Burcht
In de burcht werden een koninklijk paleis, een toren, citernes, werkplaatsen en een Urartisch tempelcomplex opgegraven. Het paleis werd gebouwd in opdracht van koning Sardur II (764-735 v.C.). De tempel bestond uit een vierkanten cella van vijf bij vijf meter met zeer dikke muren en versterkte hoeken. Deze muren waren versierd en droegen een koninklijk opschrift in spijkerschrift. Deze cella stond in een vierkanten plein omgeven met zuilen. Het is nog niet duidelijk of deze Urartische tempel een schilddak zonder frontons had, zoals de tempel van Haldi in Musasir, of een torendak zoals de vuurtorens van de Achaemenidische Perzen. De werkplaatsen en de toren zijn van latere datum (7e eeuw v.C.).
De burcht werd tot tweemaal toe verwoest.

## Necropolis
Vanaf 2017 werd een necropolis uit de 9e eeuw v.C. opgegraven door Turkse archeologen van de Yüzüncü Yıl Universiteit (Van). Hier werden Urartische aristocraten begraven. Dit blijkt uit de juwelen die op de lichamen werden gevonden.

## Galerij

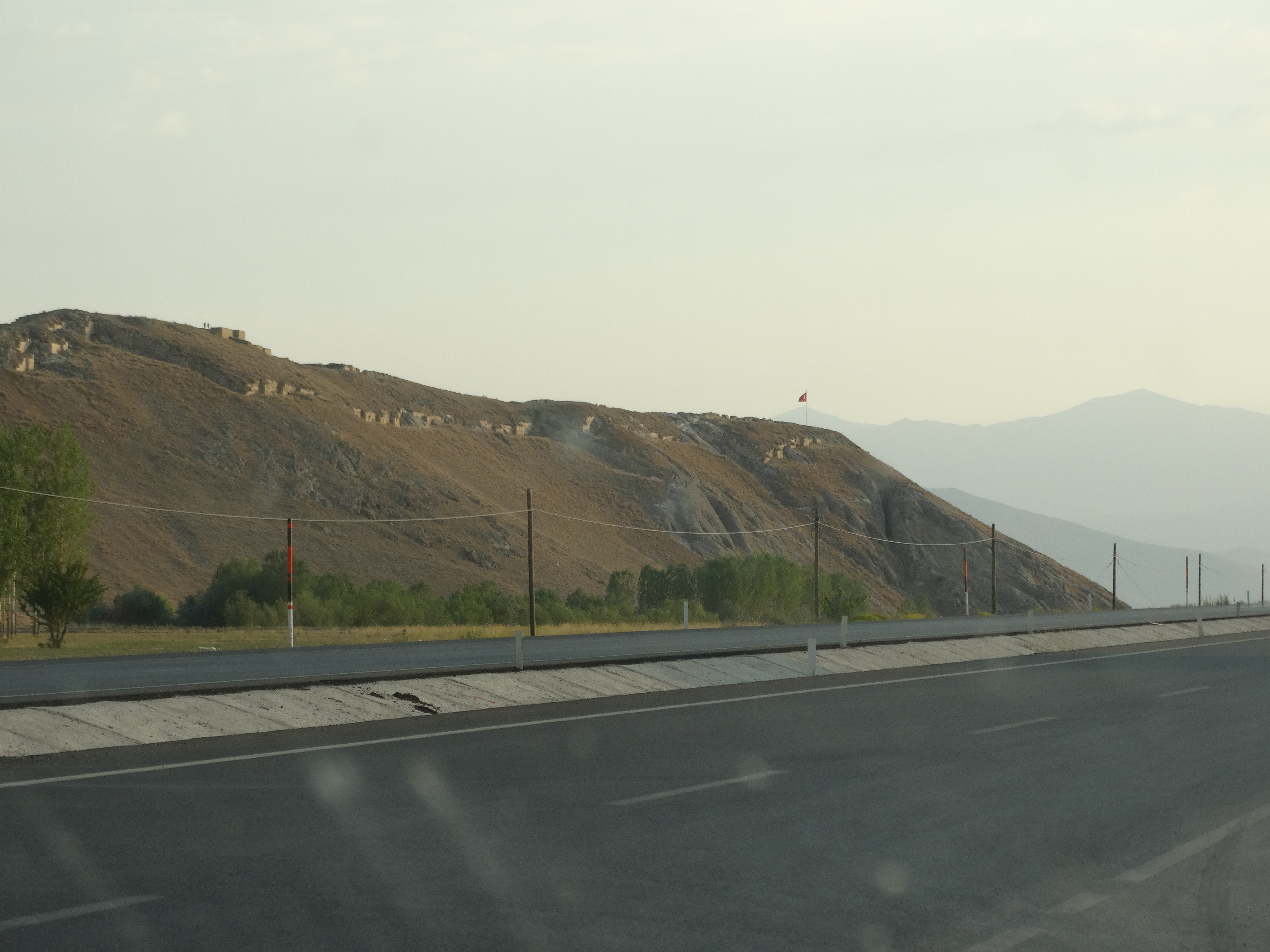
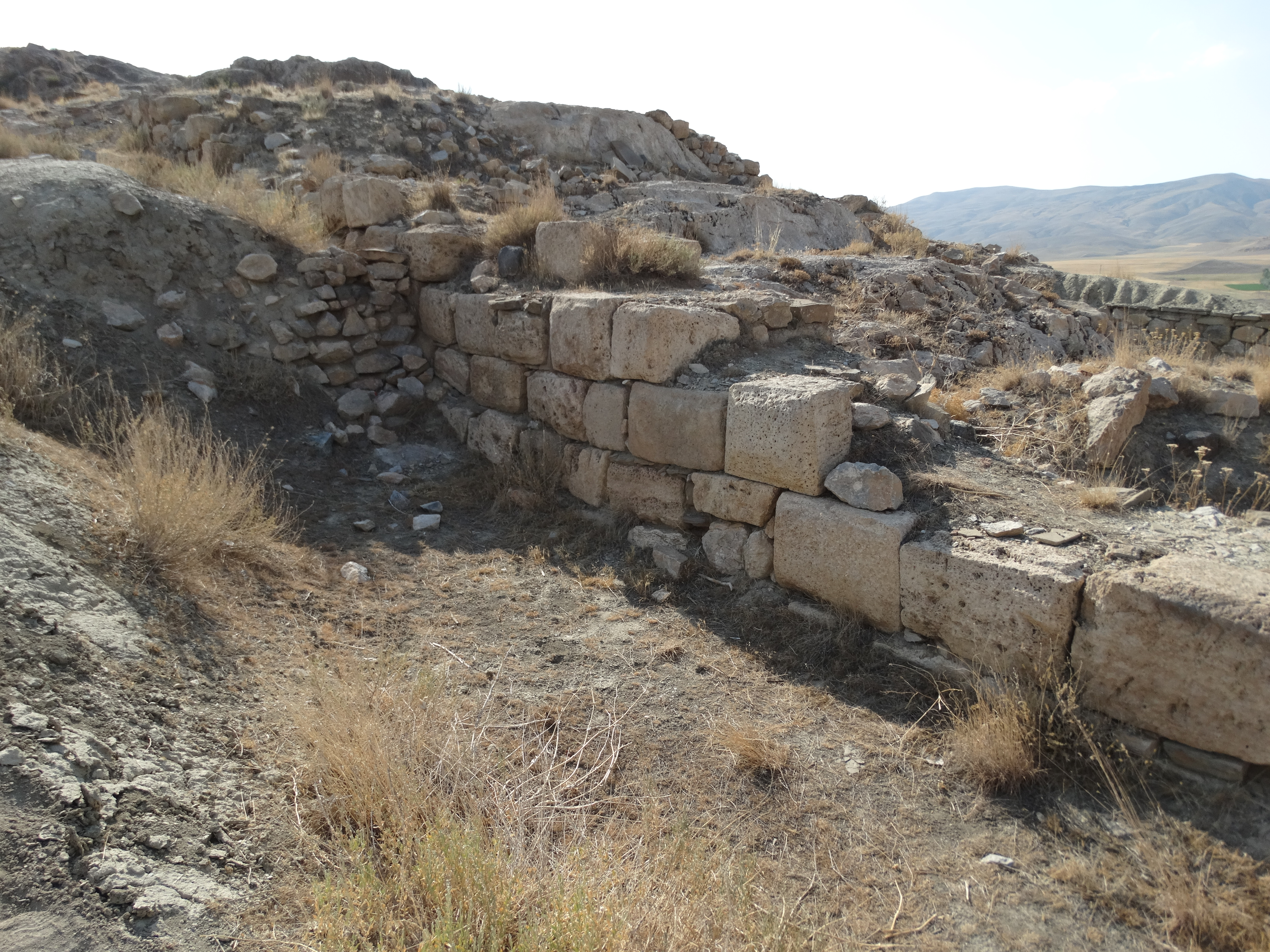
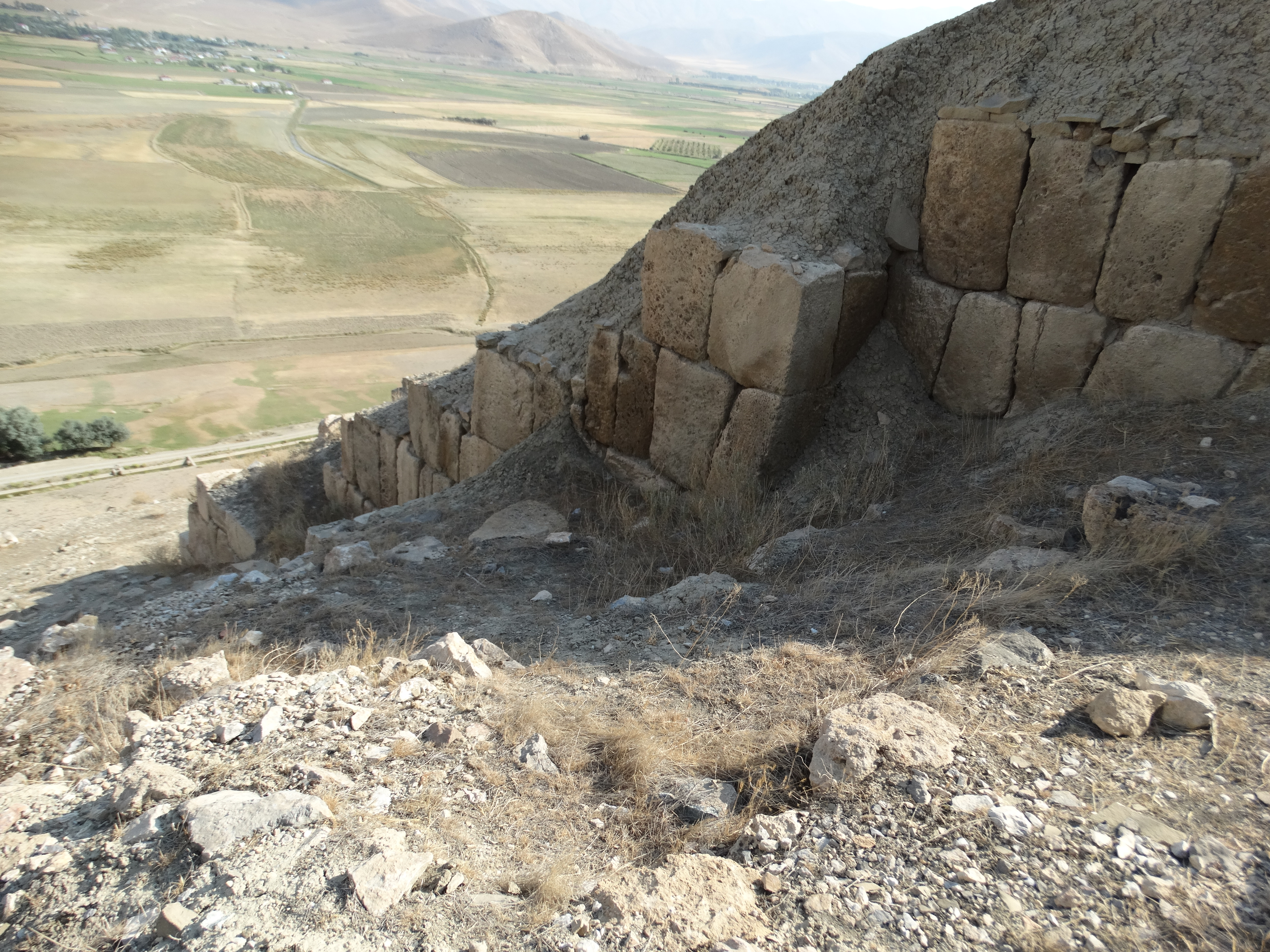
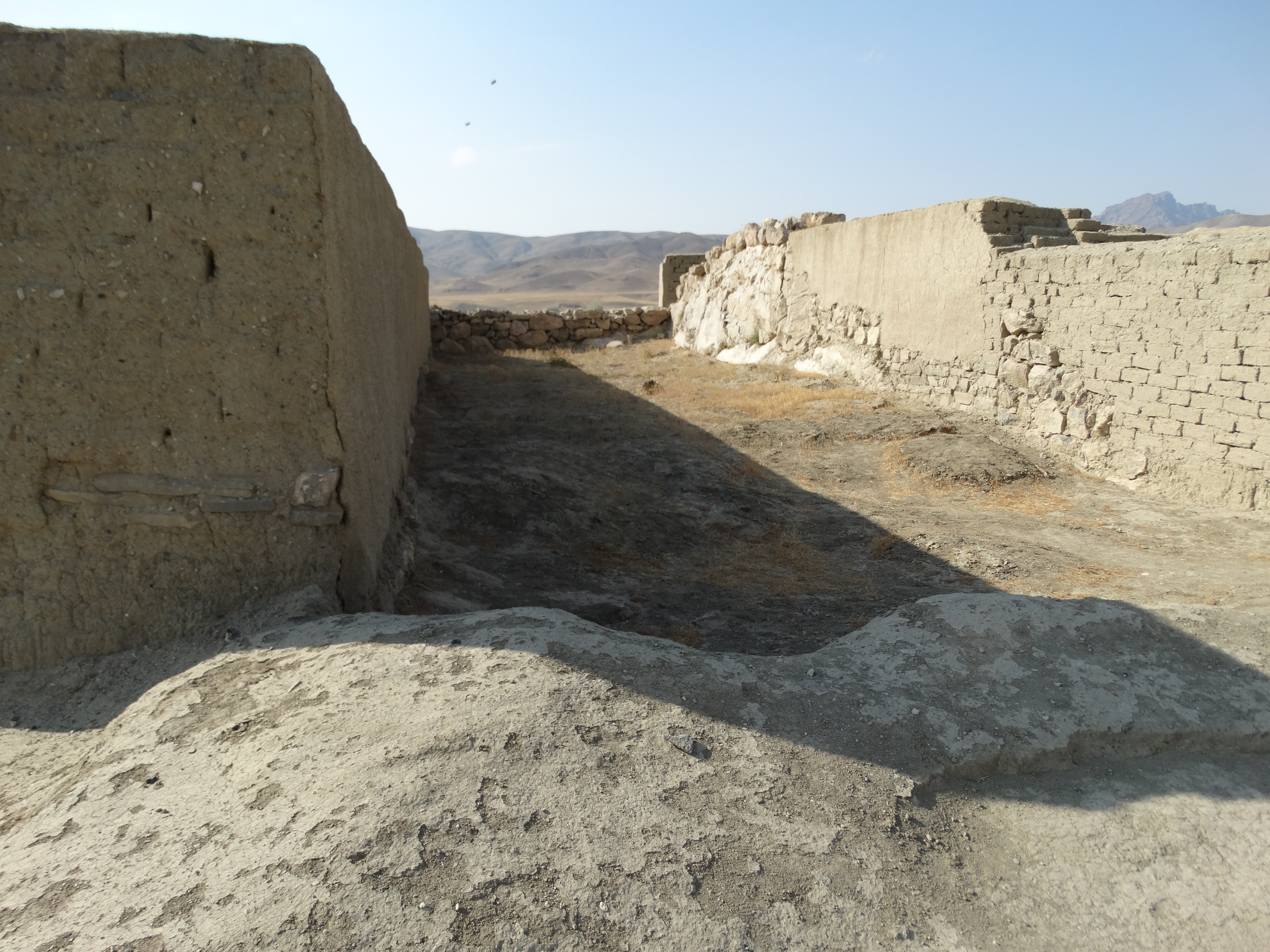
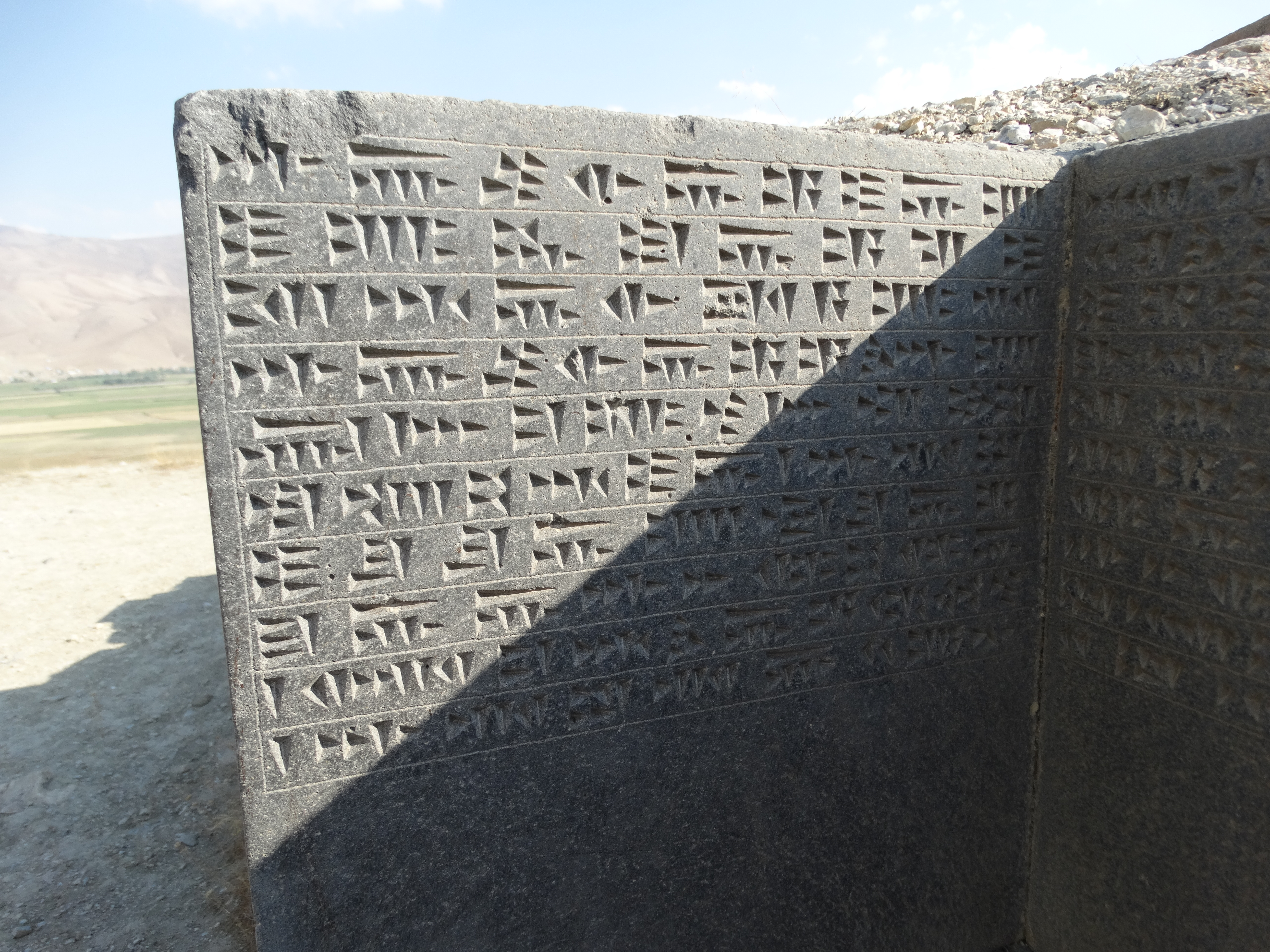
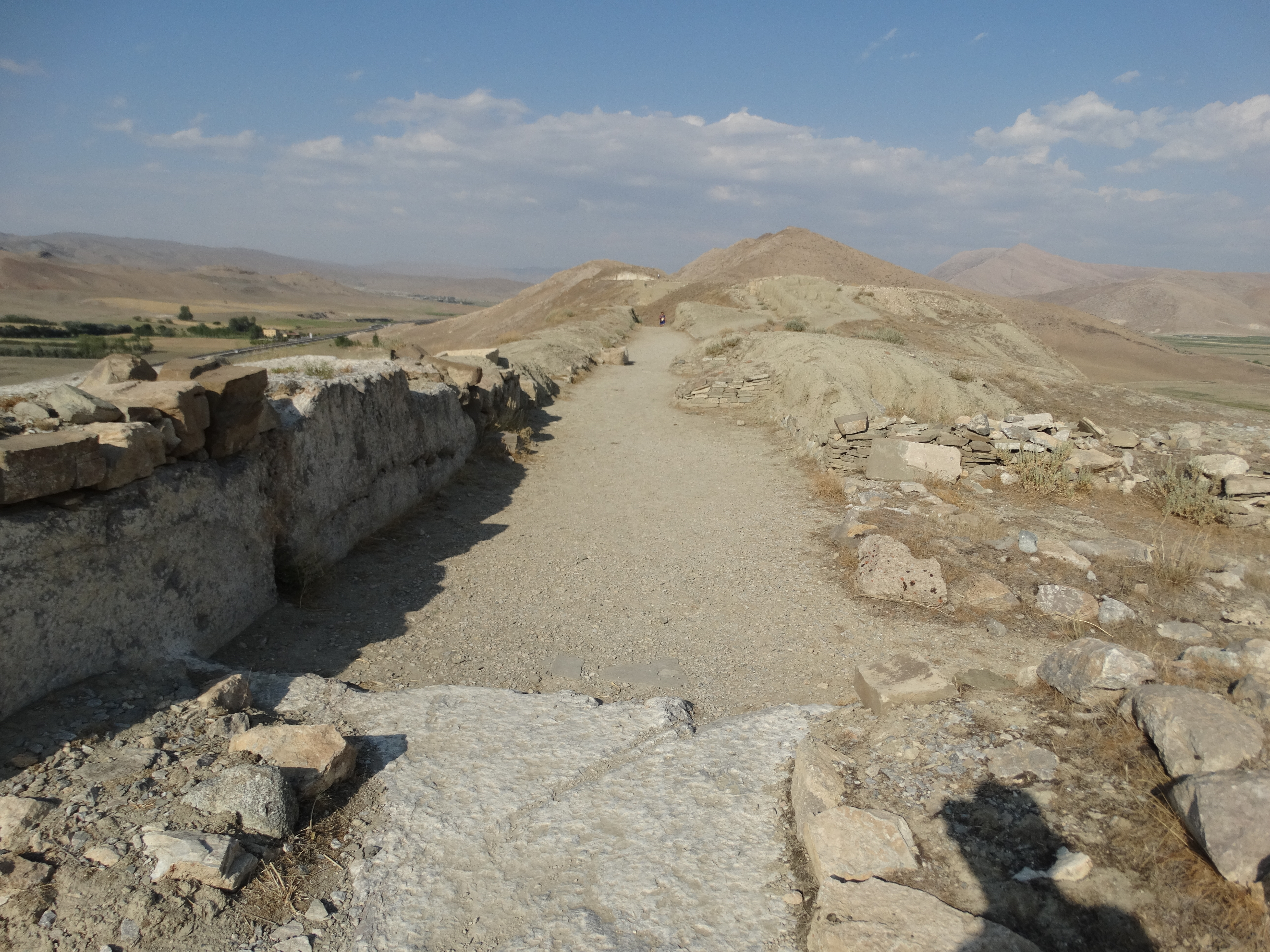
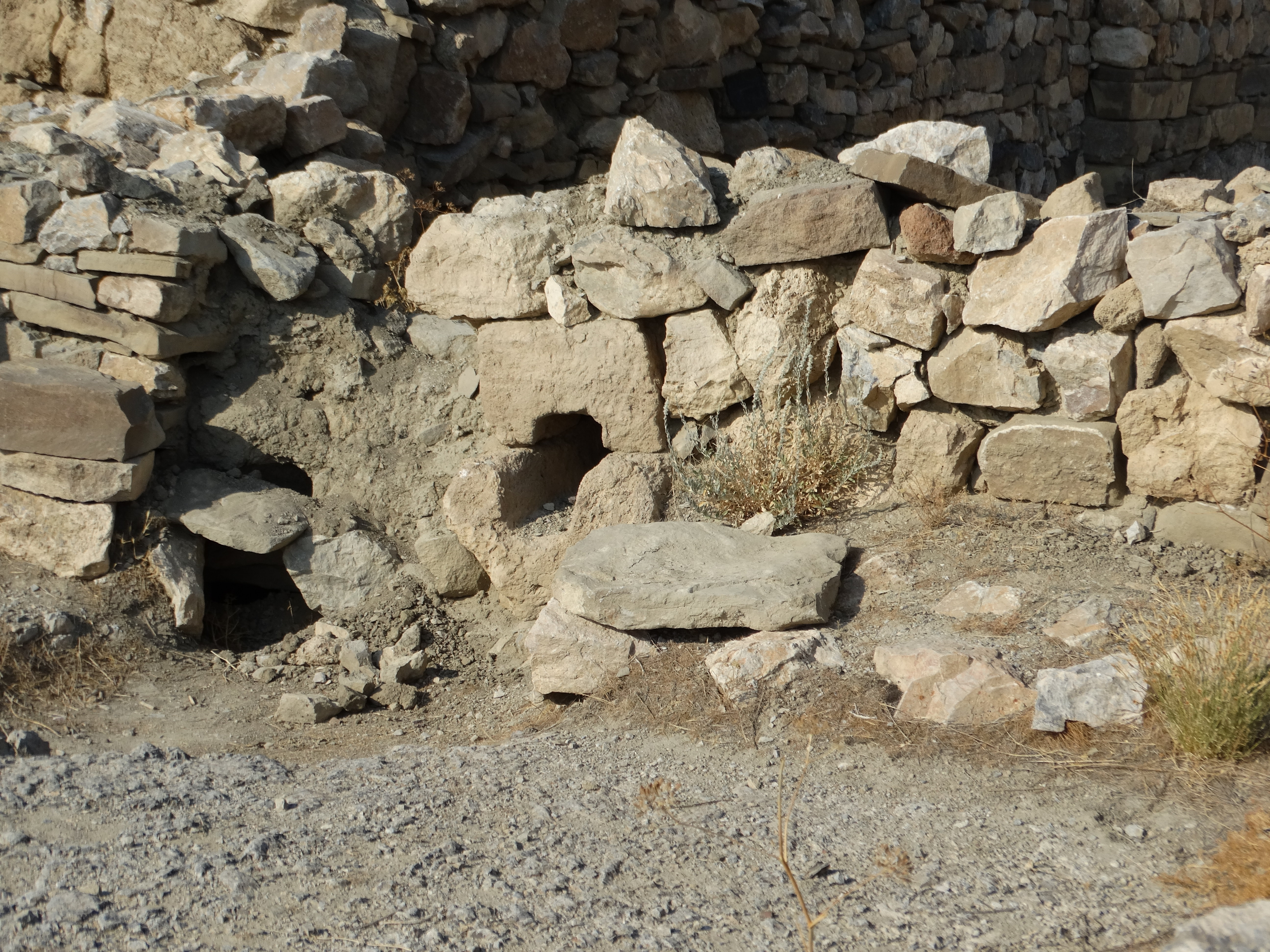
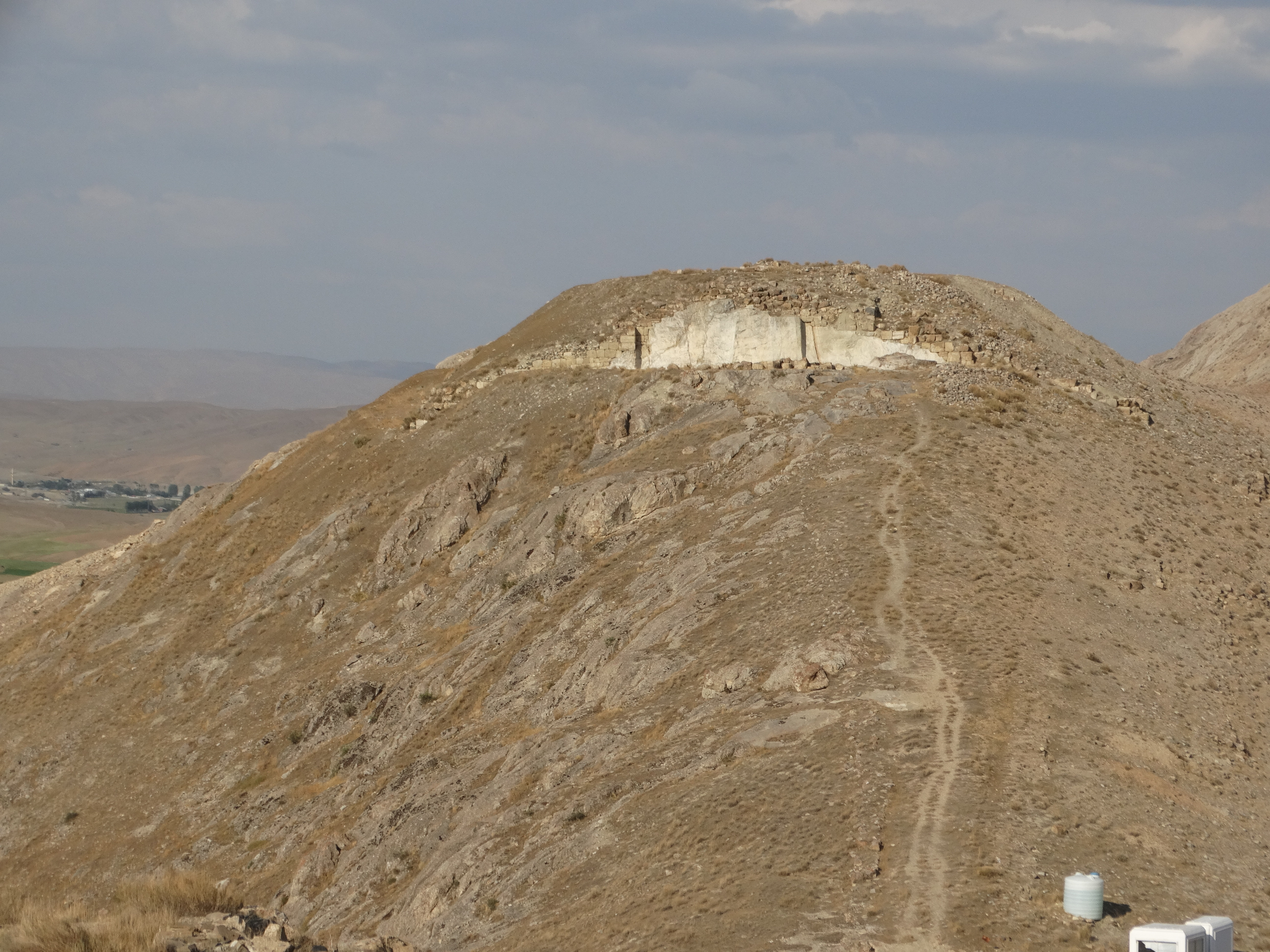